# Georg Nicolaus Nissen
Georg Nicolaus Nissen (22. januar 1761 i Haderslev – 24. marts 1826 i Salzburg) var en dansk diplomat, gift med Mozarts enke Constanze Mozart. På gravstenen betegnet som "Mozarts enkes mand". Han skrev den første egentlige Mozart-biografi, der efter Nissens død blev færdiggjort af andre.

## Levnedsløb
Georg Nicolaus Nissen var søn af købmand Jens Nissen og hustru Anna Elisabeth, født Zoëga. Moderen tilhørte en familie, der ifølge familieoverleveringen nedstammede fra en italiensk adelsmand, der flygtede fra Verona og i 1570 via Mecklenburg endte i Slesvig.
Barndomshjemmet var fattigt. Allerede som 12-årig kom han hjemmefra og blev optaget i huset hos sin morbror, provst Zoëga i Møgeltønder. Nogle år senere kom han i hjemmet hos en anden morbror Zoëga. Han kom i lære på generalpostkontoret i København, hvor morbroderen var hovedkasserer. Samtidig læste han til studentereksamen på Københavns Universitet.
Nissen fik udgivet et par digte, der ikke faldt i tidens smag, og den unge Jens Baggesen skrev sågar et spottedigt om "Ballademesteren".
I 1790 indtrådte han hurtigt i udenrigstjenesten, da han opdagede, at morbroderen havde gjort sig skyldig i bedrageri over for generalpostkontoret. Hans første stilling var ved den tyske rigsdag i Regensburg, hvor den danske konge var repræsenteret i sin egenskab af hertug af Holsten. Nissen var gesandtens eneste medarbejder; han boede i gesandtens bolig, var forpligtet til at forblive ugift og spiste med ved gesandtens bord. Som ikke-adelig uden midler var Nissens eneste indkomst den ringe løn, der på den tid tilkom danske diplomater. I Nissens tilfælde 300 daler om året, der ikke var mere end lommepenge.
I 1793 tiltrådte han som legationssekretær ved det danske gesandtskab i Wien, der blev ledet af gesandt Armand François Louis de Mestral de Saint-Saphorin, der var schweizer i dansk tjeneste.
Nissens indberetninger til Udenrigsministeriet er bevaret. De er præget af det fjerne og kølige forhold mellem Danmark og Østrig, ikke mindst efter at Østrig i 1792 blev leder af den europæiske koalition mod Frankrig, der havde Danmark på sin side. I København værdsattes Nissens arbejde. Han blev forfremmet fra legationssekretær til legations- og justitsråd, og i 1800 fik han som von Nissen tilladelse til at bære officersuniform, hvilket spillede en betydelig rolle ved Habsburgerhoffet i Wien. I 1805 døde gesandten, og Nissen blev udnævnt til chargé d'affaires.
Fra ca. 1798 boede Nissen og Mozarts enke, Constanze Mozart, på samme adresse i Judengasse i Wien. Det er ukendt, hvorledes de to lærte hinanden at kende, og hvorfor, de først efter mere end 10 års samliv blev viet den 26. juni 1809 i domkirken i Bratislava. De var flygtet, da Napoleons tropper var på vej mod Wien.
Nissen fungerede fra 1798 som Constanzes forretningsfører og korresponderede på hendes vegne med musikforlag osv.
Nissen fik ikke så meget at gøre med Constanzes ældste søn, Karl Thomas Mozart. Karl forlod Wien i 1799, påbegyndte en købmandslære i Livorno og studerede senere musik, men talentet rakte ikke. Karl kom i den østrigske statstjeneste og endte sin dage som bogholder i Milano.
Derimod accepterede Constanze og Mozarts yngste søn, Franz Xaver Wolfgang Mozart, Wowi, fuldt og helt Nissen som far. Wowi virkede som både komponist og pianist, men hans talent stod også langtfra mål med faderens. Han debuterede i 1805 ved en koncert i Wien. I 1808 blev han musiklærer hos en polsk greve. Senere slog han sig ned i Lemberg (nu Lviv i Ukraine) og genså kun Nissen en enkelt gang, i 1819, da han besøgte Nissen og Constanze i København.
Hertil var parret flyttet i 1810. I København arbejdede Nissen med titel af etatsråd som censor af Den til Forsendelse med de kgl. Rideposter privilegerede Danske Statstidende (en særlig udgave af den senere Berlingske Tidende) og Dagen (udgivet af Knud Lyne Rahbek). Nissen begyndte at samle materiale til en biografi om sin berømte fætter, naturvidenskabsmanden Georg Zoëga. Da Nissen hørte, at en af Zoëgas elever F.G. Welcker også samlede, overlod han sit materiale til ham. Welcker takkede ham i forordet til sin bog om Zoëga.
Parret boede først i Købmagergade, men i 1812 købte Nissen for Constanzes penge ejendommen på hjørnet Lavendelstræde – Hestemøllestræde, der tjente til både bolig og udlejning. Der er opsat en mindeplade på ejendommen, der i dag huser fogedretten under Københavns Byret.
Fra 1820 til 1824 foretog parret længere rejser til Tyskland og Italien, indtil de i august 1824 slog sig ned i Salzburg. Her påbegyndte Nissen med bistand fra Constanze at nedskrive den første større biografi af Wolfgang Amadeus Mozart på grundlag af familien Mozarts korrespondance. Constanze havde desværre tilintetgjort en del breve fra Leopold Mozart, der havde været imod sønnens forbindelse med Constanze. Nissen døde i 1826, før arbejdet var afsluttet.
Mozartbiografien blev udgivet i 1828 af Constanze i samarbejde med lægen Johann Heinrich Feuerstein og Berlins generalmusikdirektør Gaspare Spontini og udkom hos Breitkopf & Härtel i Leipzig.
Nissen er begravet på St. Sebastian-kirkegården i Salzburg. På gravstenen står at læse: "Georg Nicolaus von Nissen, Königl. Dänischer wirklicher Etats-Rath. Ritter des Dannebrog Ordens. Gatte der Wittwe Mozart" ("Georg Nicolaus von Nissen, kongelig dansk virkelig etatsråd. Ridder af Dannebrogordenen. Mozarts enkes mand"). Graven er bevaret.

## Værker
- Biographie W. A. Mozarts. Nach Originalbriefen, Sammlungen alles über ihn Geschriebenen, mit vielen neuen Beylagen, Steindrücken, Musikblättern und einem Facsimile (Vierter Nachdruck der Ausgabe Leipzig 1828 ISBN 3-487-04548-6)
- Nissens Mozartbiografi, fuldstændig udgave af ovenstående (på tysk).